# پتروفسکی (باشقیرستان)
پتروفسکی (انگلیسی: Petrovsky, Republic of Bashkortostan) یک شهرک در شهرستان ملئوزوفسکی استان باشقیرستان کشور روسیه است.